# Danny Torres
Danny Vladimir Torres Angel (sinh ngày 7 tháng 11 năm 1987 ở San Salvador, El Salvador) là một cầu thủ bóng đá người El Salvador.

## Danh hiệu

### Alianza
- Primera División (1): Apertura